# Sybistroma fanjingshanus
Sybistroma fanjingshanus är en tvåvingeart som först beskrevs av Yang, Grootaert och Song 2002.  Sybistroma fanjingshanus ingår i släktet Sybistroma och familjen styltflugor. Inga underarter finns listade i Catalogue of Life.